# Irreplaceable
Irreplaceable is een nummer van de Amerikaanse zangeres Beyoncé uit 2006. Het is de tweede single van haar tweede studioalbum B'Day.
Het nummer werd een wereldwijde hit. Het werd een nummer 1-hit in de Amerikaanse Billboard Hot 100. In de Nederlandse Top 40 haalde het de 3e positie en in de Vlaamse Ultratop 50 haalde het nummer 13.